# バイクフライデー

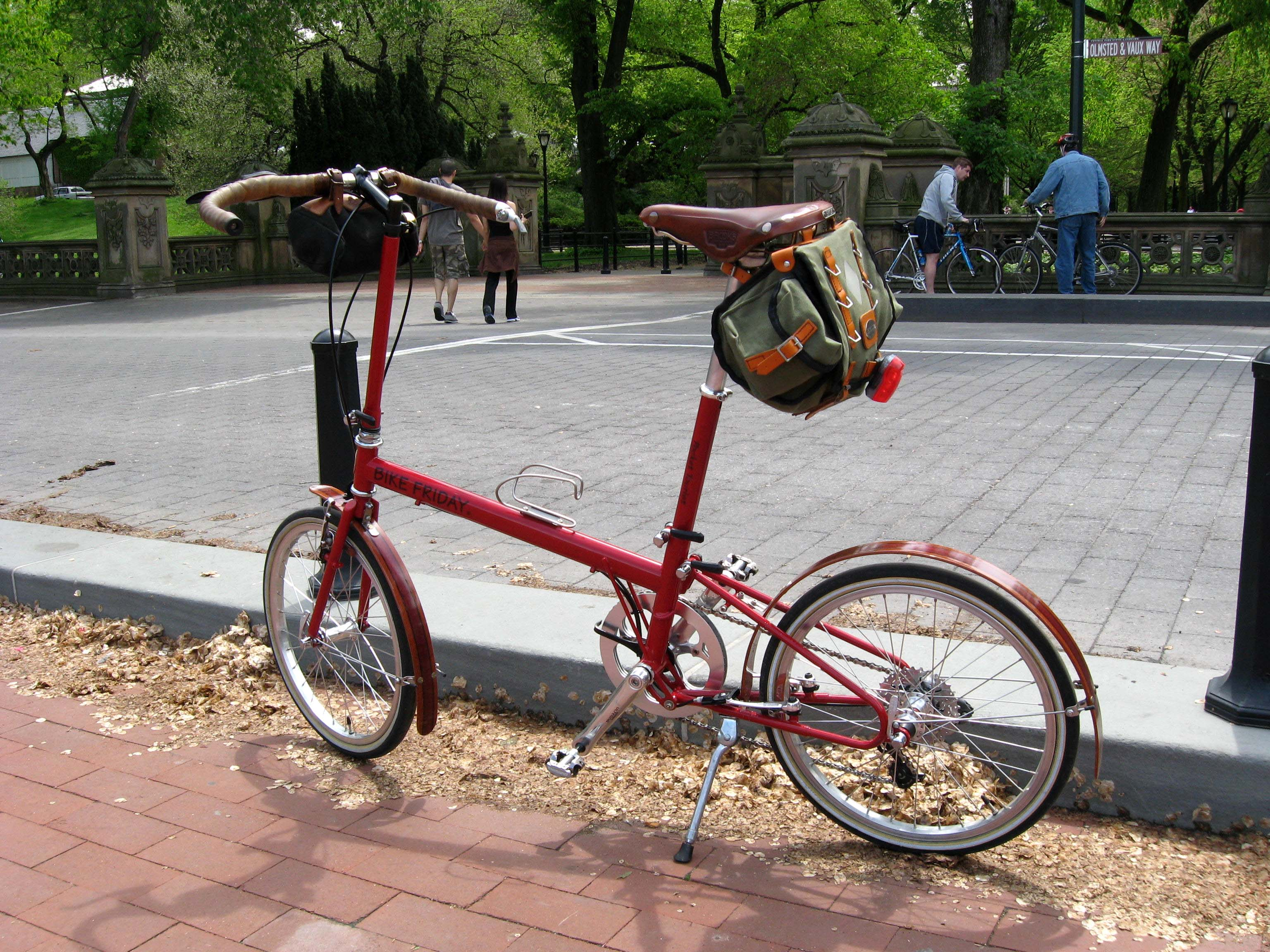
バイクフライデーの自転車

バイクフライデー（Bike Friday）とはアメリカ合衆国オレゴン州ユージーンに本拠を置くグリーン・ギア・サイクリング製造の折り畳み自転車。通常のスーツケースの中に入る自転車として有名で、通常は顧客の要望に応じてオーダメードで作られる。

## 特色
車輪のサイズは16インチHEから20インチWOまで、自転車の種類によって異なる。材質はクロムモリブデン鋼（製品によっては一部チタン）が使われる。通常の自転車の範疇ではロードバイクからタンデム、リカンベントまでに対応するモデルが存在する。基本的に製作は使用者の体躯を計測してのオーダーメード。自分で計測するか代理店がその対応を行う。
また車輪が小さく、オーダーメードのために既存の自転車では全くサイズが合わない極端な高身長、低身長の者でもバイクフライデーは対応可能である。またグリーン・ギア・サイクリング社ではオーナーとの情報交換の場もしばしば提供しており、製品に関する質問やバイクフライデーでの旅行に関する質問、旅行先の情報などをオーナー達と、あるいはオーナー同士が交換することも多い。またグリーン・ギア・サイクリング主催のバイクフライデーのオーナーたちのためのイベントも定期的に開催している。
折り畳み方法は、完全に部品がつながったまま折り畳みになるというより分解に近い。また折りたたんだ状態では自立しない。これも基本的にスーツケースや自動車のトランクルーム、クルーザーヨット等に収納することが前提として考えられているためである。
しかしながら日本での輪行の使用にも何ら問題はない。またバイクフライデー専用スーツケースは改造すればトレイラーとして牽引でき、そのためのキットも販売されている。
| Tikitの折畳み前 |  | 折畳み後 |
| Tikitの折畳み前 |  | 折畳み後 |

さらに2007年には従来のバイクフライデーの車種と異なり、短時間で簡単に折り畳める新モデルのTikit（en）も発表された。フレーム内部にワイヤーを通した独特の折り畳み機構を採用し、折り畳み時には一切の工具を必要としないばかりか、ネジを緩める等の操作もいらず、世界最速の折り畳み自転車を謳っている。
バイクフライデーの特色として一番に挙げられる事はその走行性能である。その性能はアメリカ、イギリスでの自転車競技に関わる業界の著名人も絶賛しており、またバイクフライデーを使ってブルベなどの超長距離サイクリングイベントや大陸横断を含むキャンプ・ツーリングに出かける例もしばしば見られる。またギネスブックに「世界一旅行をしてきた人」として認定されているハインツ・シュトゥッケも一時期バイクフライデーを使用していた（現在も旅行は継続中、使用した車体はユージーンの本社に展示されている）。

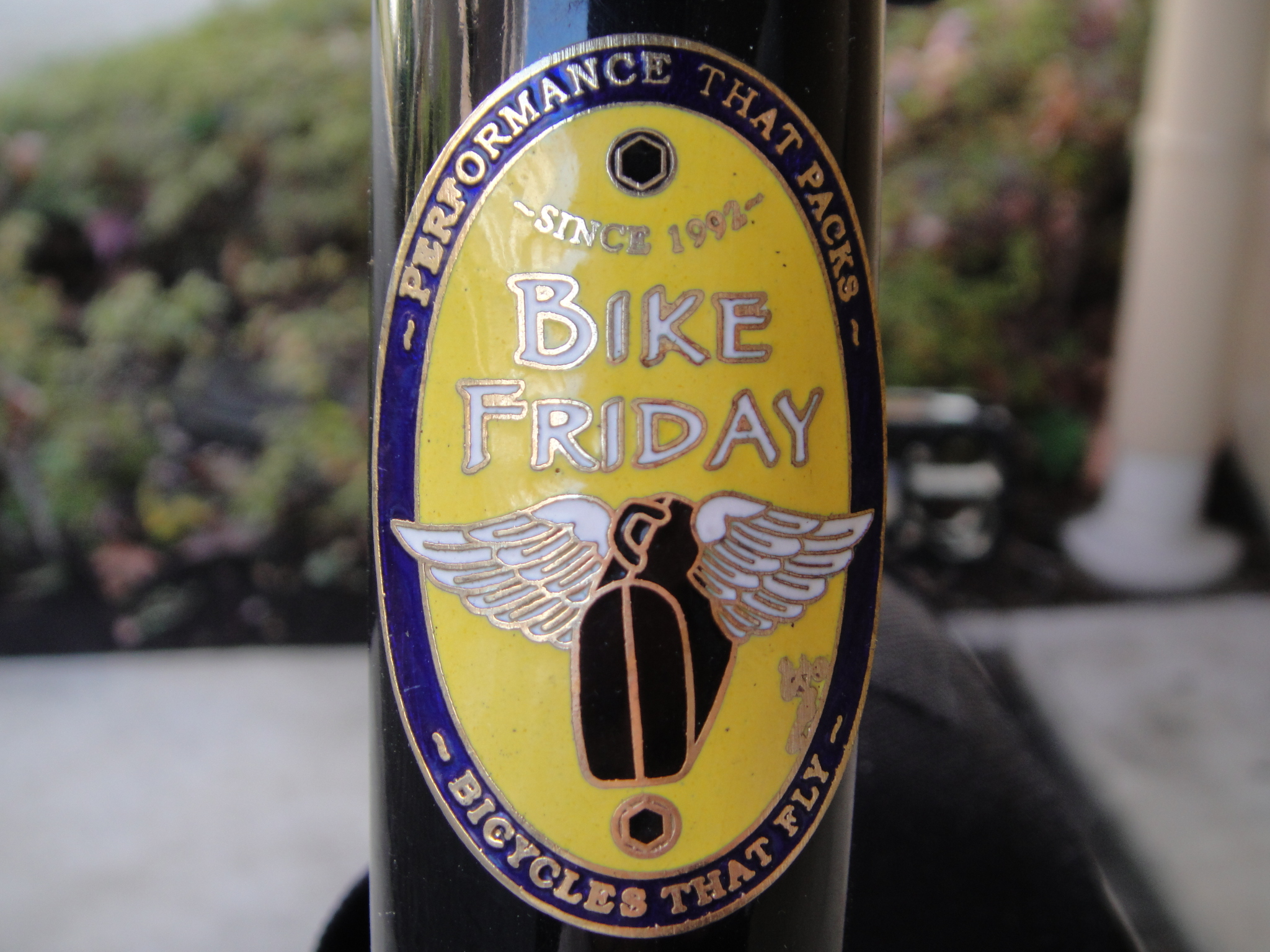
バイクフライデーのヘッドバッジ
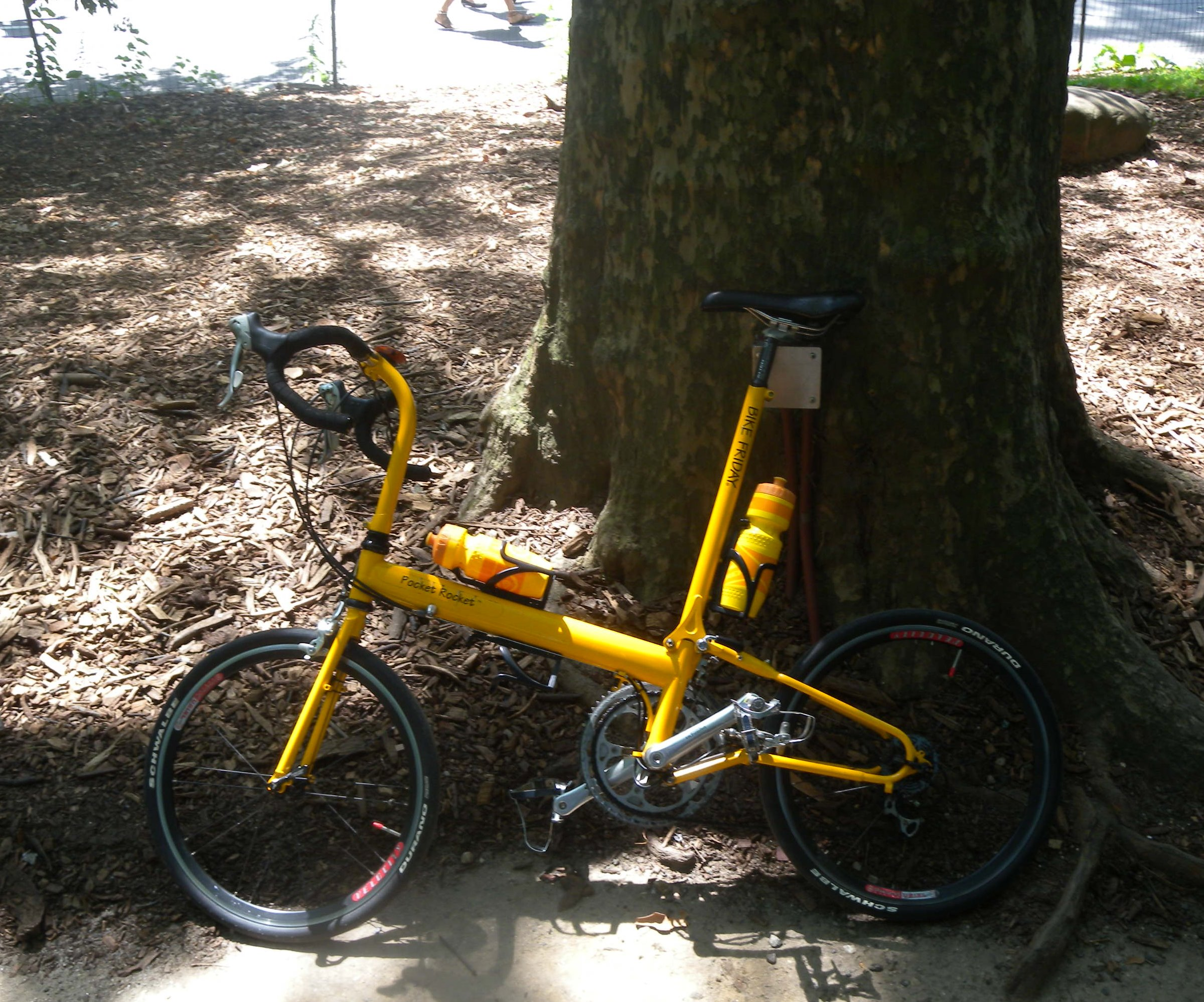
Pocket Rocket
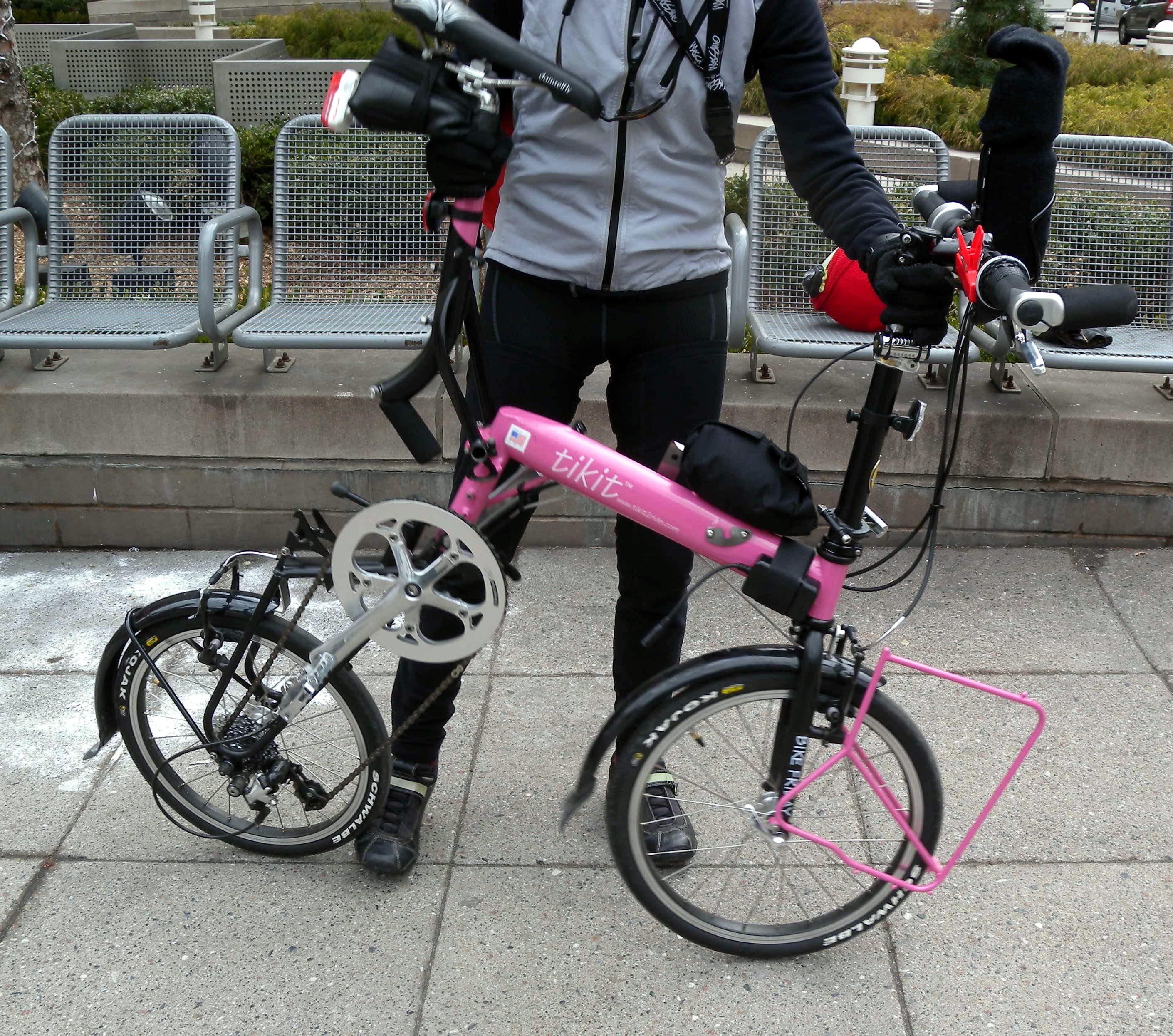
Tikit(折りたたむ途中の状態)

## 注
1. ↑  RAAM（アメリカ大陸横断レース）優勝者ロン・ハルデマンの写真
2. ↑  イギリスのツール解説者フィル・リジェットの写真
3. ↑  ハインツ・シュトゥッケの写真